# Atoniomyia hispidella
Atoniomyia hispidella là một loài ruồi trong họ Asilidae. Atoniomyia hispidella được Hermann miêu tả năm 1912. Loài này phân bố ở vùng Tân nhiệt đới.